# Bruno Decharme
 (février 2011).
Si vous disposez d'ouvrages ou d'articles de référence ou si vous connaissez des sites web de qualité traitant du thème abordé ici, merci de compléter l'article en donnant les références utiles à sa vérifiabilité et en les liant à la section « Notes et références ».
Bruno Decharme né le 1er décembre 1951 à Paris est un cinéaste et un collectionneur français d'art brut.

## Biographie
À l’issue d'études de philosophie, Bruno Decharme commence à travailler dans le cinéma où, après avoir été assistant de Jacques Tati, il est tour à tour monteur, scénariste et producteur, puis réalise des courts métrages, des documentaires, des clips et des films publicitaires. 

### Cinéaste
Depuis 1998, Bruno Decharme produit et réalise des documentaires consacrés à l'art brut. Rouge ciel, un essai sur l'art brut (90 min) est le premier long métrage consacré à l'art brut produit par abcd et Système B. En 2009, il réalise Iagori, Romani festival (26 min) , un film sur les musiques Roms. Il réalise en 2011 le clip Break The Spell pour le groupe gypsy punk Gogol Bordello Jaadu, et en 2012 un film consacré à la rencontre de Faiz Ali Faiz, une des grandes nouvelles voix du qawwalî, et Titi Robin qui nourrissait son travail, depuis plus de vingt ans, de musiques tziganes et orientales.

### Collectionneur d'art brut
Bruno Decharme Il se décrit comme un collectionneur « monomaniaque », impulsif et passionné, il lui est arrivé de vendre son appartement pour acquérir des pièces d’Art Brut. 
Il dit « avoir attrapé le virus » de l'art brut en visitant l’exposition de la collection d’Art Brut de Jean Dubuffet au Musée des Arts décoratifs (Paris) en 1967, et avoir également été marqué par avec Michel Thévoz (professeur de philosophie, historien de l'art et directeur (à l’époque) de la collection de l’Art Brut à Lausanne.
Depuis le milieu des années 1970, il constitue une collection d'art brut qui compte entre 5 000 et 6 000 œuvres environ et recense 400 créateurs. Cette collection, qui fait référence, est unique en ce qu’elle réunit des pièces majeures des principaux créateurs de l’art brut du XVIIIe siècle à nos jours. 
En 1999, il fonde l’association abcd (art brut connaissance et diffusion) autour de sa collection d’art brut. abcd est un laboratoire de recherche dont les travaux prennent corps à travers des expositions en France et dans le monde, la publication de livres et la production de films. En  2005, abcd ouvre un espace d'exposition à Montreuil.
En  2021, Bruno Decharme fait don de 947 œuvres d’art brut de 222 artistes, du XVIIIe au XXIe siècle, au musée national d'Art moderne à Paris, enrichissant un domaine artistique jusqu'alors très peu représenté dans les collections de ce musée,.

## Filmographie

### Fiction (court métrage)
- La Fabuleuse Ascension de Maurice Bellange avec Daniel Emilfork et Florence Giorgetti, 15 min, 1980.

### Documentaires
- Lourdes, Bernadette et les Autres, 16 mm, 90 min, 1981.
- Alexandre Lobanov, 9 min, vidéo & 35mm, abcd, 2001. Prix : festival du Cinéma du réel 2002, mention spéciale, FIFA Montréal 2003, mention spéciale.
- Gene Merritt, 9 min, vidéo, abcd, 2002.
- Henry Darger, 12 min, vidéo, abcd, 2003.
- Richard Greaves, 10 min, vidéo, abcd, 2005.
- Martha Grünenwaldt, 4 min, vidéo, abcd, 2007.
- Zdenek Kosek, 13 min, vidéo, abcd, 2005.
- Kunizo Matsumoto, 8 min, vidéo, abcd, 2007.
- George Widener, 14 min, vidéo, abcd, 2007.
- Las Possas, 8 min, vidéo, abcd, 2007.
- La Maison fleurie de Gabriel Dos Santos, 5 min, abcd, 2007.
- Purvis Young, 4 min, abcd, 2007.
- Watts Towers, 6 min, vidéo, abcd, 2008.
- La Maison du Hibou, 6 min, vidéo, abcd, 2008.
- Coral Castle, 6 min, vidéo, abcd, 2008.
- Les Falaises de Rothéneuf, 4 min, vidéo, abcd, 2008.
- Dan Miller, 4 min, vidéo, abcd, 2008.
- Wines Passionately, 22 min, HD, Systeme B, 2009.
- Rouge Ciel, 93 min, HD, Système B & abcd, 2009.
- Arakhipena, 90 min (en cours de production), Système B.
- Jaadu/Faiz Ali Faiz & Titi Robin, 52 min, Système B.
- Hans-Jörg Georgi, 12 minutes, Système B.
- Melvin Way, 22 minutes, Système B.
- Carlos Huergo, 12 minutes, Système B & abcd.
- Pascal Jacquens, 20 minutes, Système B & abcd.

### Clips
- Les Beaux Yeux de Laure, Alain Chamfort. Victoires de la musique 2008 : meilleur clip vidéo.
- Matador, Mickey 3D.
- Break The Spell, Gogol Bordello, Système B, 2011.